# 铁琴：第一乐章
Template:Iso:en0
铁琴：第一乐章（Vibraphone），是鈊象电子所开发的一款音乐游戏。该游戏在鈊象电子以往开发的音乐游戏Rock Fever系列、唯舞独尊、鼓王系列的基础上，以模拟打击颤音琴演奏为主要特色，收录华语流行音乐、原创音乐和古典音乐混音等多类曲目的音乐游戏。

## 连接
铁琴：第一乐章官方网站